# ムシモアゼルギリコ
ムシモアゼルギリコはフリーライター。2008年頃から内山昭一主催の昆虫料理研究会に参加し、虫食いライターとしての活動を始める。TV、ラジオ、雑誌、トークライブ等で昆虫食の魅力を広めているほか、映画やバラエティ番組などに登場する虫食いシーンの、調理サポート等も行う。昆虫食ポータルサイト「むしくい」管理人。著書『むしくいノート』（カンゼン）。1974年生まれ、東京都港区出身。

## 著書
- 『びっくり！ たのしい！ おいしい！ 昆虫食のせかい　むしくいノート』（カンゼン）
- 『スーパーフード！　昆虫食最強ナビ』（辰巳出版）。

## メディア出演履歴

### テレビ
- 2010年12月『このへんトラベラー』（テレビ東京）
- 2012年 9月『今夜野宿になりまして』（テレビ神奈川その他）
- 2013年 2月『ウィルトゥギャザー』（テレビ神奈川）
- 2013年 5月『あっちマニア』（テレビ朝日）
- 2013年 10月『アウト×デラックス』（フジテレビ）
- 2014年 1月『V.I.P.-Dragon Ash-』（スペースシャワーTV）
- 2014年 2月『アウト×デラックス』（フジテレビ）　 - アウトオブアウト　未公開スペシャル
- 2014年 3月『Jテレスタイル　－ウォーキングデッド特集ー』（J:COMチャンネル） - ゾンビドラマ解説者として出演
- 2014年 5月『ミュージャック』（関西テレビ）
  - 『アウト×デラックス』（フジテレビ）　 - 「あのアウトは今!?」
- 2014年 6月『ハックツベリー』（テレビ東京） - 著書『むしくいノート』と料理の紹介＆提供。
- 2014年 10月『ランク王国』（TBS）
- 2014年12月『アウト×デラックス』（フジテレビ）
- 2015年4月『オレたちでイイの？』（日本テレビ）
- 2016年3月『中川翔子のマニア☆まにある』（BS日テレ）
- 2017年7月『仰天パニックシアター』（テレビ東京）
- 2018年3月『神々のスマホ「昆虫食の女神の秘密」』（NHK）
- 2019年6月『その他の人に会ってみた』（TBS）昆虫食女子会

『アウト×デラックス』（フジテレビ）
- 2019年12月『きゃりーぱみゅぱみゅの”なんだこれTV”』（スペースシャワーTV）

### ネットテレビ
- 2014年 3月『PASSPO☆ののっかるTV』（テレ朝動画）
- 2016年10月『SUGGEEE!!ディープな日本人』（abema TV fresh!!）
- 2016年12月『AbemaPrime』 - 「江奈の“イケ変”見つけた！」コーナー　(abema TV）
- 2017年12月『あまから秘宝館』（占いTV）

### ラジオ
- 『くにまるジャパン・おもしろ人間国宝』（文化放送､2013年7月）
- 『デイリーフライヤー』（JFN､2014年1月）
- 『The Dave Fromm Show』（InterFM､2016年4月､2017年6月）

### 雑誌、新聞、WEBニュース等
- 2010年10月 『ソトコト　10月号』（木楽舎）　 - 食材セレクト＆コメント
- 2010年　　 『漫画ナックルズ9月号』（ミリオン出版）　 - ゴキブリ粥紹介
- 2011年 9月 『日刊サイゾー』 -主催イベント「蝉酒場」紹介
- 2011年10月 『クイックジャパン　Vol.98』（太田出版）
- 2012年 7月 『SPA！』（扶桑社）7月17日号 - 奇食記事コメント
- 2013年 2月 『BLACK THE タブー　Vol.7』（ミリオン出版） - 虫フェス紹介
- 2013年11月 「やきそばかおるの会いに行ける偉人」（水道橋博士のメルマ旬報） - インタビュー記事
- 2013年12月5日『アサヒ芸能』（徳間書店）石原壮一郎が選ぶ今週イチ推し　 - 『むしくいノート』書評
- 2013年12月7日 『日本農業新聞』　 - 『むしくいノート』書評
- 2013年12月15日『The Japan Times On Sunday』　 - インタビュー記事
- 2014年 1月17日『中日新聞』 - 虫フェス紹介
- 2014年 1月29日『朝日新聞』 - ジュンク堂トークショーの紹介
- 2014年 5月25日『日刊大衆』 - 日刊大衆編集長がカラダを張って突撃！ 第一回　大人の料理（カイコ料理イベント紹介）
- 2014年 5月29日『ダ・ヴィンチNEWS』 - 『むしくいノート』書評
- 2014年 7月 9日『クランクイン！』 - 『むしくいノート』紹介
- 2014年 8月 3日『北國新聞』　 - 外来種を採って食べる金沢セミ会の紹介
- 2014年 8月 25日『クランクイン！』 - インタビュー記事
- 2014年 8月 　　『月刊エンタメ』10月号（徳間書店） - 「テラフォーマーズ特集」にて、カブトムシゆかりさんと対談
- 2015年1月10日『AERA』（朝日新聞出版）
- 2015年2月『からだにいいこと』4月号
- 2015年11月messy「虫と人間、恋愛においては同じことをしている!?ー『恋する昆虫図鑑』篠原かをり☓昆虫食の女王・ムシモアゼルギリコ対談」
- 2016年2月29日『週刊プレイボーイ』（集英社）「いま、昆虫居酒屋が大繁殖中!」
- 2016年8月『週刊新潮』（新潮社）「昆虫食のススメ」
- 2016年10月『FLASH』（光文社）「実りの秋！　昆虫はうまい」
- 2018年 『桐谷さん ちょっそれ食うんす か⁉︎』(双葉社) 33食め「ムシジョのススメ⁈」

### イベント
- 2010年『東京虫食いフェスティバル』（中野・桃園会館） - Vol.1〜5まで出演
- 2011年8月『セミ酒場』（下北沢）
- 2011年8月『ゆる専ナイト』（お台場カルチャー×カルチャー）
- 2011年11月『沖縄VS虫！　仁義なきサブカル＆グルメ対決』（ネイキッドロフト）
- 2011年・2012年11月『高円寺フェスティバル』（高円寺） - 昆虫食屋台主催
- 2012年3月『昆虫食入門　新刊出版記念トークショー』（ロック食堂） - 司会
- 2012年6月『食べられる昆虫採集のススメ』（ジュンク堂池袋店） - 司会
- 2013年5月『いつでもどこでも虫目線Vol．1』（ネイキッドロフト）
- 2013年8月『怪処サミット』（カルチャー×カルチャー）
- 2013年8月『日本の怖い島』（ロフトプラスワン）
- 2013年11月『東京虫食いフェスティバル★番外編』（ロフトプラスワン）
- 2014年1月 『トークセッション　昆虫を美味しく食べる時代がやってきた！』（ジュンク堂池袋店）
- 2014年8月『人生が変わる！　特選昆虫料理』出版記念トークショー（よるのひるね、高円寺バンディッド）
- 2015年10月『新・昆虫食入門』トークショー（東急ハンズ新宿店）
- 2017年7月『びっくり！たのしい！おいしい！昆虫食のせかい ～実は美味しい嫌われ者～』（LIXILGINZA）
- 2018年2月『昆虫食ナイト』（リトルトーキョー・しごとバー）
- 2019年3月『むしむしむしゃむしゃ！六本脚のおいしい友だち！　信州伊那谷の昆虫食』（銀座NAGANO）
- 2019年12月『昆虫食マイスター講座　第４回』（自由大学）
- 2020年8月『「感じるくらし」 〜人生を豊かにする10のこと〜』（無印良品　銀座店）

### 映画
- 2013年8月　ドキュメンタリー映画「ムシクイ」（監督：伊藤弘二）